# ساتوشي تاكاهاشي
ساتوشي تاكاهاشي (باليابانية: 高橋 聡) (11 مارس 1984 في نيغاتا في اليابان – )؛ هو لاعب كرة قدم سابق كان يلعب كمهاجم.